# Siempre!
Siempre! es una revista mexicana fundada en 1953 por José Pagés Llergo que se publicaba de forma semanal. En la actualidad, la publicación continúa en circulación, y pertenece a Editorial Cruzada. Durante la segunda mitad del siglo XX fue considerada la revista más importante de América Latina, y llegó a alcanzar tirajes semanales de 25 000 ejemplares. En Estados Unidos, tuvo distribución en California por medio de The Field Comapy y en Nueva York por Bonifacio Fernández Aldana. A partir de 1961, también publicó mensualmente un suplemento titulado La Cultura en México. Su directora es la periodista Beatriz Pagés Rebollar, hija del fundador, quien ha ocupado el cargo desde 1989 hasta la actualidad.
Hasta el día de hoy, la revista se ha caracterizado por dar espacio en sus editoriales a los debates sobre las cuestiones políticas del momento –nacionales e internacionales–, y durante todo el siglo XX destacó por el tono crítico de sus artículos, un hecho que explica la popularidad de Siempre! en el medio periodístico mexicano.

## Antecedente
Siempre! estuvo directamente vinculada a dos publicaciones semanales: las revistas Hoy y Mañana. La primera fue fundada por José Pagés Llergo y Regino Hernández en 1937. Hacia 1943 José Pagés se convirtió en el director de la revista Hoy, luego de ser corresponsal, y en ese mismo año, tanto Pagés como Hernández, vendieron su parte accionaria de la publicación a Manuel Suárez. Dos meses más tarde, Pagés y Hernández fundaron la revista Mañana. Uno de los rasgos distintivos del estilo impuesto por Pagés en sus trabajos editoriales fue el énfasis de la ilustración y la fotografía en sus reportajes. De hecho, en esos años fue común que las notas de la revista fueran denominadas fotoensayos o fotorreportajes.
Fueron muy variados los contenidos de ambas revistas: eventos, banquetes, actividades de políticos mexicanos y recepciones de funcionarios o diplomáticos extranjeros. No era raro que miembros del gobierno pagaran por aparecer en sus notas. De hecho, parte de la relevancia que Hoy y Mañana otorgaron a las imágenes se debió a su intención de alabar al régimen, una estrategia empleada por ambas revistas para demostrar su lealtad hacia el sistema político y contribuir a la política estatal de generar una percepción positiva del país para atraer inversiones.
Muchas de las características de estas revisas tienen su origen en las formas noticiosas y de reportaje estadunidenses. De hecho, Pagés aprovechó su experiencia laboral en el diario La Opinión con sede en Los Ángeles (California) durante la década de 1930, donde fue corrector de pruebas, redactor, jefe de información y jefe de redacción de dicha publicación. Fue ahí donde concluyó su aprendizaje periodístico y asimiló métodos y recursos de la prensa estadounidense, en especial “los muckrackers” (una expresión que se refiere a los develadores de escándalos y corrupciones del gobierno y la sociedad).
En marzo de 1953, aun siendo Pagés Llergo el director de Hoy, en el número 844 se publicó una fotografía donde se mostraba a Beatriz Alemán, hija del expresidente Miguel Alemán Valdés, y a su esposo Carlos Girón Peltier en el cabaret de París Carroll’s, observando a la bailarina Simone Clairs. La imagen mostraba a un sonriente Girón y a su esposa enfadada. Debido a las restricciones y al control mediático que el partido gobernante ejercía sobre la prensa, las autoridades mexicanas reprendieron a Pagés y le solicitaron que a partir de ese momento consultase con la Secretaría de Gobernación sus contenidos. La misma familia Alemán habló con los dueños de la revista para mostrar su disgusto por la publicación de la fotografía. Por su parte, Alfonso Arrache y Rafael Lebrija –el dueño de Hoy, así como su director general y presidente–, declararon a Pagés su intención de supervisar su trabajo. Dos semanas después de dar a conocer dicha fotografía, y al no llegar a ningún acuerdo con los propietarios del semanario, Pagés Llergo presentó su renuncia a la cual siguió la fundación de Siempre! poco después. En su lugar, Rafael Lebrija se hizo cargo de la dirección de la revista.

## Nacimiento deSiempre!
A nivel internacional, la revista nació en el contexto de confrontación bipolar de la Guerra Fría y, en el caso concreto de América Latina, en medio del fortalecimiento de las posturas anticomunistas y la censura de la disidencia de izquierda en el continente. Esto tuvo un correlato local, pues en México se vivió la consolidación de un presidencialismo fuerte y autoritario que buscó controlar la disidencia y darle un giro conservador a la política económica. En el plano cultural, la revista apareció en un momento en el cual se dio un incremento en el número de publicaciones y un aumento en el número de lectores debido a la política de alfabetización estatal promovida entre 1930 y 1950.
Siguiendo la línea conceptual del cabezal de Hoy y Mañana, Pagés creó la revista Siempre! el jueves 25 de junio de 1953. En el primer número, Pagés decidió publicar de nuevo la fotografía que le costó su salida de Hoy, pero con una disculpa a pie de la foto que decía:

«¿Pero qué de malo tiene esta foto? Sólo publicamos esta foto porque a ella está estrechamente vinculado el nacimiento de Siempre!. De no haber existido un fotógrafo en París en el momento preciso en que ocurría esta escena, es seguro que esta revista no hubiera visto la luz jamás. Siempre! quiere, sin embargo, aclarar que, al ser publicada esta foto por José Pagés Llergo, no hubo —no podía haber— la más leve intención de molestar a nadie. Si alguien quiso juzgar con criterio político lo que sólo era un documento periodístico, es cosa fuera del dominio del ayer director de Hoy, hoy director de Siempre!. A la dama, que es doña Beatriz Alemán de Girón, y a don Carlos Girón Peltier, nuestros respetos».

A este nuevo proyecto periodístico se integraron algunos de sus viejos colaboradores de Hoy: Rosa Castro, Francisco Martínez de la Vega, Luis Gutiérrez y González, Rafael Solana, Antonio Rodríguez, el caricaturista Antonio Arias Bernal, entre otros intelectuales mexicanos y latinoamericanos que se fueron integrando en etapas sucesivas. Aunque Siempre! no tenía una tendencia ideológica marcada, en la práctica nunca expresó una crítica radical e inquisitiva al sistema político mexicano. No obstante, a diferencia de cualquier otra revista del periodo –salvo Política de los hermanos Manuel y Enrique Marcué Pardiñas, la cual tuvo una vida muy corta–, Siempre! llegó a integrar una pluralidad de posturas políticas y puntos de vista disidentes que no tenían cabida en otros espacios debido a la censura estatal. En cambio, la revista mostró mucha más apertura a los cuestionamientos hechos por exiliados políticos sobre la situación política en América Latina y otras partes del mundo.
A diferencia de sus antecesoras Hoy y Mañana, Siempre! prescindió del reportaje y la monotonía noticiosa, y buscó establecer un periodismo de opinión independiente que difundiera los temas más relevantes del momento, tanto de la política y la sociedad mexicana, como los acontecimientos internacionales contemporáneos. En ese sentido, sus notas casi siempre eran editoriales para auspiciar la polémica.
Entre 1960 y 1990, los contenidos que ofrecía la Revista Siempre! tuvieron un tono más crítico respecto a Hoy y Mañana y sus notas representaron una alternativa diferente en comparación con la información periodística que provenía de la mayoría de medios impresos del momento cuya postura estaba alineada al gobierno. Si bien el límite de esta crítica fue la figura presidencial, el semanario sí contribuyó a legitimar el impulso izquierdista de la década de 1960. Durante su primera época (1953-1970), la publicación se enfocó en los pobres y retratar a los grupos marginales. Sin embargo, los temas de la revista se ampliaron con el paso de los años, y abordó cuestiones de la vida política nacional como la sucesión presidencial, el futuro de la Revolución, el nacionalismo mexicano, la política económica del régimen y el liderazgo de México en el mundo. Por su parte, en el plano internacional, incluyó entrevistas a presidentes o líderes políticos –en especial, los latinoamericanos, aunque no de manera exclusiva–, visitas diplomáticas, críticas a las dictaduras del Cono Sur, opiniones sobre los conflictos de la Guerra Fría en el mundo Occidental, entre otros.
En la década de 1970, Siempre! desempeñó un papel clave en la lucha por la libertad de prensa en México y en el continente. Por ejemplo, esto puede percibirse cuando Julio Scherer y sus colaboradores fueron expulsados del periódico Excelsior debido al conflicto entre el periódico y el presidente Luis Echeverría. Frente a la censura ejercida por la administración de Echeverría, José Pagés Llergo ofreció su ayuda al prestar de forma gratuita las instalaciones de un edificio de su propiedad para que comenzaran, en un principio, una agencia de noticias y el semanario Proceso.
En 1986 José Pagés Llergo salió de la dirección de la revista y fue reemplazado por su hijo José Alfonso Pagés Rebollar. En esta etapa Siempre! empezó a perder relevancia y sufrió cambios importantes respecto a las colaboraciones. A partir de 1989, Beatriz Pagés Llergo asumió la dirección de la revista y optó por un periodismo militante cuando se afilió al Partido Revolucionario Institucional y se convirtió en diputada federal.

## Las portadas de Carreño
Las portadas de Siempre! fueron uno de los principales sellos de la revista. En sus inicios, las ilustraciones estuvieron a cargo de Antonio Arias Bernal, quien falleció de forma prematura a los 47 años, en 1960. A partir de ese momento, el poblano Jorge Carreño –en ese entonces un joven de 23 años– tomó la responsabilidad de diseñar las portadas, las cuales fueron publicadas ininterrumpidamente entre 1960 y 1974. El estilo de Carreño se fue fraguando durante su estancia en Novedades y fue influenciado por Arias Bernal. Puede decirse que Carreño revivió el género satírico, pues desde el Porfiriato la sátira gráfica había perdido relevancia como medio de expresión de crítica o descontento de la clase media.
Fueron precisamente su crítica satírica y la mordacidad que integraba a sus dibujos los rasgos personales que popularizaron de forma amplia su trabajo. De hecho, fue la ambigüedad deliberada de sus ilustraciones la que le permitió a Carreño transitar del respeto al régimen y el liderazgo presidencial a la crítica del sistema político y la falta de cumplimiento de las metas revolucionarias. Es decir, tenía la habilidad de legitimar al orden imperante como la de publicar mensajes subversivos e irreverentes en sus portadas, referenciando temas como el cine, la música y otras formas de cultura popular, así como la violencia política, la corrupción y el militarismo.
La mayoría de las veces el contenido de las portadas de Carreño no tenía relación con el contenido de la revista, lo que contribuyó a disociar la publicación de sus imágenes de la postura general de Siempre! El caso más famoso y representativo de esta situación fue la publicación de cartón en octubre de 1968 donde se observa a un Neanderthal saliendo de la Plaza de las Tres Culturas caminando con su garrote, es decir, como un símbolo del militarismo en América Latina y en otras partes del mundo.
Las caricaturas de Carreño no solían incluir diálogos ni palabras, y usualmente éstos eran sustituidos por símbolos. Esto ocurrió de esta forma porque Carreño concebía que sus dibujos cumplían el mismo objetivo que los murales, es decir, llegar a una población amplia, a menudo iletrada e incluso analfabeta. Por otro lado, aunque pocas veces criticaba al gobierno, sus imágenes relacionadas con Estados Unidos, el militarismo en América Latina y temas internacionales se trataban sin ambigüedad. De hecho, estos últimos problemas ocuparon dos tercios del total de las portadas de Siempre! entre 1960 y 1975, siendo Cuba la cuestión más recurrente.
Otra parte importante de las portadas tenían referencias internacionales. Por ejemplo, mostraban una crítica a la actividad militar de Estados Unidos en América Latina. El tono antimperialista de Carreño incluso preocupó a las agencias de inteligencia de Estados Unidos, las cuales llegaron a ver matices de comunismo en su trabajo. En especial, la narrativa que colocaba a América Latina como víctima de Estados Unidos fue motivo de alarma en ese país. De igual forma, la publicación abordó constantemente problemas vinculados a la relación de México con Estados Unidos, destacando el tema migratorio. Fue así como llegaron a aparecer cartones criticando el carácter policial y represivo de la política migratoria estadounidense, así como referencias a la insuficiencia del programa agrario para detener el éxodo de mexicanos.
Por último, las portadas de Siempre! consiguieron popularizar el léxico político mexicano como el tapado, dedazo, gorilismo, entre muchos otros términos de la jerga del sistema político mexicano de la segunda mitad del siglo XX. Si bien no fue el único caricaturista del periodo que contribuyó a estos procesos de democratización y discusión, fue el más popular de todos al exponer su trabajo en la revista con más circulación del país. 

## Siempre!y los fenómenos políticos de América Latina
Desde su fundación hasta 1990, Siempre! intentó cubrir las cuestiones más álgidas y polémicas del mundo durante la Guerra Fría, y América Latina fue sin duda el tema con mayor cobertura dentro de la revista. El escritor y político guatemalteco Mario Monteforte Toledo manejó y supervisó los contenidos latinoamericanos en Siempre! hasta bien entrada la década de 1980. Monteforte, comenzó a residir en México desde 1956 luego de ocupar la vicepresidencia de su país durante el gobierno de Juan José Arévalo y se vio obligado a partir rumbo al exilio tras la prohibición de los partidos políticos impuesta por el presidente Carlos Castillo Amas. A partir de estos hechos, México y, en particular, Siempre! se volvieron la principal tribuna de este intelectual para expresar sus opiniones, dándole a los editoriales del semanario un tono muy crítico cuando trataban los temas del continente. Si bien en asuntos domésticos la revista siempre mantuvo una crítica moderada hacia el liderazgo del PRI y la figura del presidente, y evitó cuestionar la centralidad de la ideología revolucionaria, el tono de Siempre! respecto a cuestiones mundiales fue mucho más radical. Su tono inquisitivo y escéptico fue coherente con la actitud del gobierno, el cual buscó desviar las críticas de los conflictos internos hacia el ámbito de la política internacional. 
De ahí que Siempre! recurrentemente exaltase la política exterior mexicana y elogiara el papel de liderazgo de la nación dentro del sistema interamericano, al tiempo que criticó la influencia negativa de Estados Unidos en los foros regionales y denunció la incapacidad de las instituciones patrocinadas –como la Organización de Estados Americanos– por ese país para resolver discrepancias entre las repúblicas americanas. En contraste con las contadas referencias a la política interna de Estados Unidos, la revista siguió de cerca las actividades diplomáticas de ese país en el resto del continente, y asumió un tono marcadamente antiestadounidense en muchos de sus editoriales, los cuales eran escritos por el mismo Pagés Llergo. Algunos de ellos, destacando las plumas de Antonio Vargas MacDonald o Francisco Martínez de la Vega, ayudaron a construir una imagen de América Latina como “víctima” del “imperio” norteamericano, en medio de la lucha de los pueblos de la región por alcanzar su soberanía.
Al respecto, la revista también se interesó por los procesos revolucionarios. Sin duda, el caso que recibió mayor cobertura por parte de la revista fue el de la Revolución Cubana. Siempre! se convirtió en defensora acérrima del proyecto revolucionario de Fidel Castro y por décadas aprovechó cualquier conmemoración o visita diplomática para mostrar sus simpatías por el régimen y los líderes cubanos. Incluso recuperó discursos, entrevistas y textos de Fidel Castro o miembros de su gobierno, y dio foro a intelectuales afiliados directa o indirectamente a la causa de transformación socialista de la isla.
Siempre! también mostró entusiasmo por otros proyectos revolucionarios como ocurrió con el proceso de transformación de Chile. Desde la década de 1960, los editoriales de la revista prestaron mayor atención al proceso democrático de ese país, en particular a partir de 1964 con el proceso electoral que enfrentó a Salvador Allende contra Eduardo Frei. En la década de 1970, y con la victoria electoral de Salvador Allende, los editoriales mostraron un apoyo casi unánime al régimen, si bien algunos escritores también señalaron las contradicciones, límites y alcances del nuevo régimen; no obstante, todos siguieron de cerca –y con preocupación– el desarrollo de las fuerzas opositoras al nuevo gobierno. Para 1973, cuando las tensiones sociales se acentuaron, la revista dio voz y foro a Allende, y tras el golpe militar y el suicidio del líder socialista en septiembre, todos sus artículos condenaron de manera decidida la llegada al poder de Augusto Pinochet, denunciando sus prácticas represivas y de terror. En años posteriores, incluso integraron reportajes, entrevistas, ensayos y cartas de exiliados políticos en México, donde se analizó y denunció la situación del país en la década de 1970.
Pero Siempre! no sólo se interesó por los fenómenos políticos del Cono Sur. La revista dio un seguimiento puntual a las transformaciones que tuvieron lugar en el Caribe y América Central. Por ejemplo, fueron numerosos los editoriales acerca de Haití bajo el régimen de François Duvalier, el cual fue duramente criticado debido a la naturaleza militar de su gobierno. En primer lugar, los articulistas de Siempre!, entre ellos Luis Suárez y Mario Monteforte, denunciaron a Haití y su dependencia militar de Estados Unidos, y fue referencia o ejemplo del precio que las naciones americanas pagaban por el apoyo bélico estadounidense: la pérdida de soberanía. También buscaron señalar los efectos negativos del gobierno de Duvalier en la región y el fortalecimiento de los grupos políticos de derecha en el Caribe. En última instancia, el de Haití es sólo un caso, pero permitió a los articulistas expresar su posicionamiento en contra del militarismo y fue útil para realizar comparaciones favorables al proyecto político cubano.
Junto con el caso chileno, Siempre! publicó numerosos editoriales sobre las dictaduras que tomaron el poder en la región durante la segunda mitad del siglo XX. Así pues, la revista destacó los casos de Jorge Rafael Videla (Argentina), Humberto Branco (Brasil), Hugo Banzer (Bolivia), Gustavo Rojas Pinilla (Colombia), Augusto Pinochet (Chile), Juan Velasco Alvarado (Perú), Alfredo Strossner (Paraguay), José Antonio Páez (Venezuela), Anastasio Somoza (Nicaragua), Tiburcio Carias Andino (Honduras), Carlos Castillo Armas (Guatemala), Rafael Leonidas Trujillo (República Dominicana), Aparicio Méndez (Uruguay), entre otros casos. En algunos países, la postura de Siempre! fue censurada por considerarla demasiado radical e incluso fue prohibida su distribución.
Además, la revista contó con colaboraciones regulares de distintos exiliados políticos, quienes desde México analizaron los procesos históricos de la región. En la lista destacaron figuras de intelectuales como el guatemalteco Mario Monteforte Toledo, el brasileño Francisco Juliao, el nicaragüense Ignacio Briones Torres, el italiano Carlo Coccioli y el español Luis Suárez. Estas voces no sólo contribuyeron a darle prestigio intelectual a Siempre! para el consumo de diversos sectores sociales, destacando la clase media; también ayudó a que se popularizara su lectura en los grupos de izquierda en México y América Latina. 
Si bien hubo más publicaciones que dieron espacio a extranjeros y a exiliados, ninguna de ellas tuvo el alcance y el impacto que sí tuvo Siempre! durante la primera mitad del siglo XX. Sólo Mario Monteforte Toledo publicó en más de doscientos números de la revista y redactó al menos un editorial analizando la situación política, económica y social de cada uno de los países del continente, incluso de las naciones más pequeñas o en situación colonial como Guyana inglesa, Trinidad y Tobago, Puerto Rico o Belice. También abordó temas tan variados como el de su propia candidatura a la presidencia de Guatemala, el papel de la Organización de las Naciones Unidas en la Guerra Fría latinoamericana, la teoría guerrillera, las políticas económicas de Sudamérica y el papel de la CEPAL, la Organización de los Estados Americanos y eventos académicos, aunque el tema más recurrente en sus editoriales fue el de América Central.

## La Cultura en México
El 14 de febrero de 1962 se anunció la aparición de La cultura en México, un suplemento de la revista Siempre! Su formación estuvo estrechamente vinculada con el despido de Fernando Benítez del diario Novedades, en ese entonces propiedad de Rómulo O’Farril y Ramón Beteta. Ahí dirigió otro suplemento llamado México en la Cultura, sin embargo, a raíz de sus críticas al sexenio del expresidente Miguel Alemán y debido a su apoyo a la Revolución Cubana y la Revolución China fue despedido. 
Aprovechando esta situación, José Pagés Llergo invitó a Benítez a fundar el suplemento de la revista que él dirigía en compañía de su equipo de colaboradores. En ese grupo destacaron figuras como Gastón García Cantú, quien se convirtió en jefe de redacción, y Vicente Rojo, como director artístico. La dirección que le dieron, primero, Fernando Benítez (1962 a 1972) y, después, Carlos Monsiváis (1972 a 1987) a La Cultura en México permitieron que el suplemento adquiriese cierta independencia respecto a la publicación principal, de modo que su contenido siguió su propia lógica. Fue muy común que sus ensayos o editoriales fueran escritos con un tono crítico, lo que popularizó la base de lectores del suplemento en diversos sectores sociales.
En medio de la consolidación del nacionalismo como ideología oficial y en pleno proceso de polarización ideológica durante la Guerra Fría, el suplemento fue uno de los espacios de confrontación de ideas y de debate más significativos en el ambiente cultural en México. Lo anterior debido a que extendió las discusiones en torno al cosmopolitismo y el nacionalismo en lectores de diversos sectores sociales y educativos. Este pluralismo fue el elemento clave de La Cultura en México, pues el suplemento buscó distanciarse de la bipolaridad ideológica y establecer puntos de encuentro entre distintas posturas, así como entre los intelectuales latinoamericanos y de otras partes del mundo. Como resultado, la publicación abordó una amplia variedad de temas, En realidad, esto fue posible gracias a la perspectiva antropológica que tenía Benítez de la cultura; en otras palabras, él entendía el concepto más allá de la dimensión estética y académica, y concibió esta categoría como un conjunto de relaciones, conductas y tradiciones, tanto en el plano personal como en el social o comunitario. Lo anterior explica por qué la publicación se preocupó por compartir con el público notas sobre cuestiones sociales y políticas.  
Para marcar el posicionamiento de la nueva publicación, tan pronto como La Cultura vio la luz, Benítez publicó una serie de críticas escritas por Jean Paul Sartre, donde el intelectual francés denunciaba el “proceso de militarización de la cultura” y sus usos facciosos en la Guerra Fría, condenando a los intelectuales que contribuían a justificar el uso de la fuerza sobre los pueblos libres. La consecuencia más clara de esta participación de los intelectuales en el conflicto –señalaba Sartre– era alimentar un proceso de parcelación de la cultura y la supresión de todo impuso creador.
Sus artículos generaron revuelo en los circuitos culturales mexicanos y extranjeros, y también motivaron diversas discusiones en los círculos intelectuales. La misma revista patrocinó una mesa de diálogo entre filósofos católicos –Jorge Portilla y Fray Alberto de Ezcurdia– y filósofos marxistas –Adolfo Sánchez Vázquez y Víctor Flores Olea– quienes debatieron sobre los efectos de la Guerra Fría en el pensamiento libre y señalaron la necesidad de mantener el carácter universal de la cultura. Lo más relevante del debate fue el posicionamiento fundacional del suplemento, su renuencia a buscar o resaltar diferencias irreconciliables entre el marxismo y la religión católica; antes bien, intentó resaltar puntos de convergencia, una línea de pensamiento que adoptaría La Cultura por décadas.
Muy alejada del anticomunismo del periodo, la revista otorgó espacio a voces disidentes –incluso a socialistas– como la del artista e intelectual soviético Ilia Erenburg. De igual modo, dio foro al poeta y ensayista cubano Roberto Fernández Retamar, a quien le permitió exponer el programa de alfabetización de la administración cubana. En especial, le dio mucha exposición a la defensa de los intelectuales cubanos de las nuevas instituciones culturales y educativas del régimen, así como a sus avances en su programa de democratización de las artes y los valores revolucionarios.
También publicó regularmente las reflexiones teóricas como las opiniones del filósofo francés Régis Debray, tanto sobre la situación política latinoamericana como la defensa de los grupos guerrilleros en el continente. Así mismo, la revista impulsó la campaña internacional para promover su liberación tras su detención y condena en Bolivia durante la administración de René Barrientos. Pero cabría agregar que este pluralismo ideológico nunca fue radical. El suplemento también hizo eco de preocupaciones o problemas más globales al tratar temas europeos o estadounidenses, al tiempo que le dio voz y espacio a la pluma de escritores occidentales con opiniones más conservadoras sobre la cultura.
Si bien el suplemento dio amplia cobertura a cuestiones internacionales, a diferencia de la revista principal La Cultura en México dedicó un espacio amplio a la crítica y a la discusión de asuntos domésticos. Un caso se presentó poco tiempo después de la creación del suplemento, con el asesinato del líder morelense Rubén Jaramillo. En la nota titulada “En el hogar aniquilado”, Fernando Benítez realizó una crónica llena de detalles sobre la desaparición de Jaramillo, su esposa y sus tres hijos a manos del ejército mexicano. Utilizando el testimonio de su suegra y otros familiares, el texto de Benítez se convirtió en una denuncia contra el asesinato del agrarista morelense, un reportaje que complementaron otros editoriales como el de León Roberto García y Víctor Flores Olea, quienes documentaron su homicidio a través de entrevistas con campesinos y actores de la localidad o el ingenio Zacatepec.
Frente al movimiento estudiantil de 1968, La Cultura en México realizó una de las coberturas más amplias del periodo y aportó más de 80 fotografías sobre los acontecimientos que tuvieron lugar entre junio y octubre de ese año. Además, en las décadas de 1970 y 1980, el suplemento fue un foro que aprovecharon intelectuales mexicanos para denunciar la corrupción del régimen, espacio que también emplearon para criticar al sistema político y exigir la apertura del régimen en aras de una mayor democratización del país.
En el campo de las artes, la publicación ocupó un lugar central en los circuitos intelectuales de la región, al grado que sus notas tuvieron un fuerte impacto en las carreras de escritores o artistas mexicanos y latinoamericanos. Por ejemplo, poco después de haber llegado a la Ciudad de México en 1966, Gabriel García Márquez encomendó a Vicente Rojo, uno de los colaboradores de La Cultura, el diseño de la portada de la primera edición de Cien años de soledad y sólo autorizó a Carlos Fuentes para dar el primer anuncio de la publicación de la novela.
De hecho, fue en el arte donde se dieron rupturas con la ideología nacionalista mexicana. Así pues, las páginas del suplemento guardan testimonio del giro de la pintura nacional hacia las vanguardias o del interés de la literatura mexicana hacia los temas sociales. No obstante, aunque desde el cine, la música o las letras hubo una crítica al canon estético revolucionario, en el suplemento tampoco hubo un cuestionamiento al liderazgo político del PRI.
Por último, en La Cultura en México también se publicaron notas sobre reseñas de libros, análisis musical, actividades culturales, crítica de teatro, cine, crónicas, ensayos, entrevistas y convocatorias con el objeto de promover la actividad cultural. Escritores de diversas posturas contribuyeron a esta transformación en el país: en pintura, Vicente Rojo y Rufino Tamayo; en literatura, Emmanuel Carballo, Agustín Yáñez, José Agustín, Alí Chamucero, y Juan García Ponce y Rosario Castellanos; en cine, Emilio García Riera y Manuel Michel, y Juan Vicente Melo en la música.
En 1987 Carlos Monsiváis renunció a la dirección de La Cultura en México, en el cual colaboraron escritores tan diversos de la talla de Roger Bartra, Enrique Krauze, Oscar Lewis y Paco Ignacio Taibo II. En octubre de 2018, tras 56 años de aparecer mensualmente, la directora de la revista Beatriz Pagés Rebollar, decidió dejar de publicar el suplemento, sin dar ninguna explicación pública al respecto. Ricardo Muñoz Munguía, su último director, dio el anuncio a través de sus redes sociales.